# 潪澔發展
潪澔發展控股有限公司，簡稱潪澔發展控股以及潪澔發展（英語：Chi Ho Development Holdings Ltd.，港交所：8423），在1999年，由2位創辦人何智崐先生和張靜敏小姐，於總部香港成立「富林工程營造有限公司」和「富林工程香港有限公司」。而現任主席為梁家浩先生。
業務在香港經營維修及保養工程，以及加建工程及裝修工程。
股份在2017年3月13日於港交所創業板上市。配售價格為0.25至0.35港元，配售股份數目為2.67億股，而集資額為3800萬港元。

## 外部連結
- chdev.com.hk （页面存档备份，存于）